# Kayrat Zhyrgalbek uulu
Kayrat Zhyrgalbek uulu (en kirguís: Кайрат Жыргалбек уулу; en ruso: Кайрат Жыргалбек уулу; Biskek, Kirguistán; 13 de junio de 1993) es un futbolista de Kirguistán que juega en la posición de delantero y que actualmente milita en el FC Aksu de la Liga Premier de Kazajistán.

## Carrera

### Club
| Periodo   | Club               |
| --------- | ------------------ |
| 2012-2014 | FC Abdish-Ata Kant |
| 2014-2021 | FC Dordoi Bishkek  |
| 2022-     | FC Aksu            |

## Logros
- Liga de fútbol de Kirguistán: 2018, 2019, 2020
- Copa de Kirguistán: 2018